# Football Club Olympique de Neudorf
Le Football Club olympique de Neudorf, ou FCO Neudorf est un club de football basé dans le quartier de Neudorf à Strasbourg, dans le département du Bas-Rhin. Le club disparaît en 1999.

## Histoire
Le club s'est distingué à la fin des années 1970 et au début des années 1980. Il remporte notamment le championnat d'Alsace en 1979 et intègre ainsi la Division 4 (actuel CFA).
Il fait ensuite deux belles saisons, finissant à chaque fois troisième à quelques points et une place de la promotion en Division 3, qu'il obtient finalement en 1982. Mais il n'y reste qu'une saison et redescend en 1983 en quatrième division. Réalisant de moins bonnes performances, le club finit par descendre au bout de quatre saisons, en 1987. Il termine à nouveau relégable et redescend en ligues régionales d'Alsace au terme de la saison 1987-1988.
Le club est finalement radié le 23 juillet 1999.

## Palmarès
- Champion d'Alsace 1979, vainqueur de la Division d'honneur

## Résultats sportifs
| Saison    | Championnat            | Classement |
| --------- | ---------------------- | ---------- |
| 1979-1980 | Division 4, groupe C   | 3/14       |
| 1980-1981 | Division 4, groupe C   | 3/14       |
| 1981-1982 | Division 4, groupe C   | 2/14       |
| 1982-1983 | Division 3, groupe Est | 14/16      |
| 1983-1984 | Division 4, groupe C   | 11/14      |
| 1984-1985 | Division 4, groupe C   | 11/14      |
| 1985-1986 | Division 4, groupe C   | 10/14      |
| 1986-1987 | Division 4, groupe C   | 12/14      |